# Jean Pâques
Jean-Pierre Paque, cunoscut ca Jean Pâques, (n. 16 septembrie 1901, Liège, Valonia, Belgia – d. 1974) a fost un pianist belgian.